# Kylie's Remixes Volume 2
| Đánh giá chuyên môn | Đánh giá chuyên môn |
| Nguồn đánh giá      | Nguồn đánh giá      |
| Nguồn               | Đánh giá            |
| ------------------- | ------------------- |
| Allmusic            | [ 1 ]               |

Kylie's Remixes Volume 2 là một tuyển tập phối lại của ca sĩ nhạc Pop người Úc Kylie Minogue. Album được phát hành bởi hãng PWL vào tháng 7 năm 1992 tại Nhật Bản. Ngày 5 tháng 5 năm 1993, album được phát hành tại Úc bởi hãng Mushroom Records.

## Danh sách bài hát
1. "Better the Devil You Know" (Bản phối của U.S.) – 6:03
2. "Step Back in Time" (Bản phối của Walkin' Rhythm) – 7:55
3. "What Do I Have to Do?" (Bản phối của Between the Sheets) – 7:10
4. "Shocked" (Bản phối của DNA 12") – 6:16
5. "Word Is Out" (Phiên bản 12") – 5:53
6. "If You Were with Me Now" (Bản mới với Keith Washington) – 5:11
7. "Keep on Pumpin' It" (Bản phối của Angelic) – 7:25
8. "Give Me Just a Little More Time" (Phiên bản 12") – 4:36
9. "Finer Feelings" (Bản phối 12" của Brothers in Rhythm) – 6:51
10. "Do You Dare?" (Bản phối của NRG) – 7:06
11. "Closer" (Bản phối của The Pleasure) – 6:49

## Định dạng
Dưới đây là những định dạng chính của Kylie's Remixes Volume 2.
| Định dạng | Quốc gia | Mã hàng  | Ngày phát hành |
| --------- | -------- | -------- | -------------- |
| CD        | Nhật Bản | ALCB-564 | 1992           |
| CD        | Úc       | D19757   | 1993           |
| Cassette  | Úc       | C19757   | 1993           |